# Neustadt/Westerwald
Neustadt/Westerwald település Németországban, Rajna-vidék-Pfalz tartományban. Lakosainak száma 575 fő (2023. december 31.).

## Népesség
A település népességének változása:
| Lakosok száma | 433  | 586  | 589  | 570  | 586  | 575  |
|               | 1975 | 2017 | 2019 | 2021 | 2022 | 2023 |